# Myopias julivora
Myopias julivora é uma espécie de formiga do gênero Myopias, pertencente à subfamília Ponerinae.